# Transmężczyzna

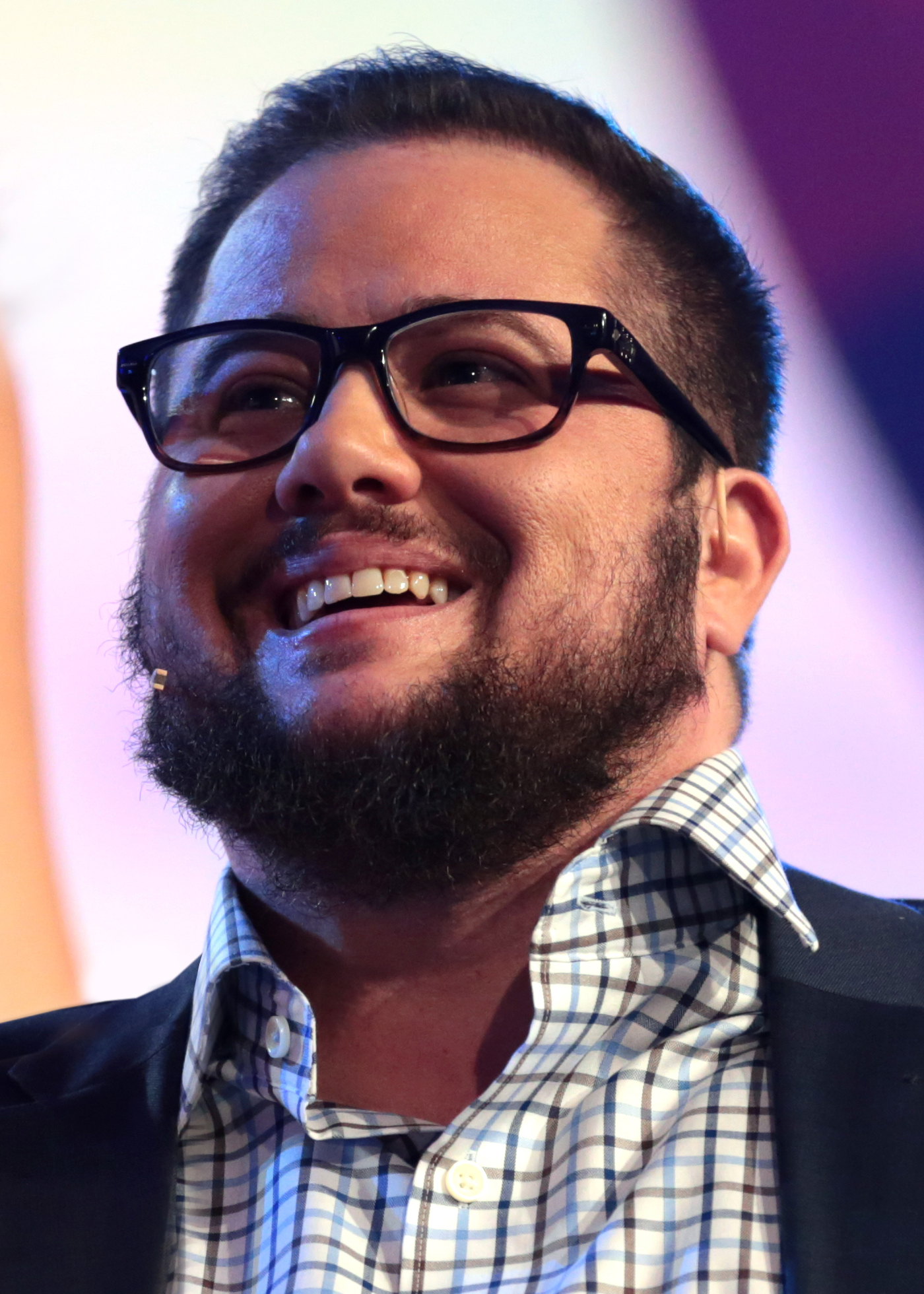
Chaz Bono, amerykański pisarz i aktywista transpłciowy

Transmężczyzna (także trans-mężczyzna) – mężczyzna, któremu przypisano płeć żeńską przy urodzeniu, i który żyje w zgodzie z odczuwaną przez niego męską tożsamością płciową. Wielu transmężczyzn decyduje się na przeprowadzenie tranzycji chirurgicznej lub hormonalnej, lub na obie te metody (patrz terapia korekty płci), aby zmienić swój wygląd w sposób, który jest zgodny z ich tożsamością płciową lub który łagodzi dysforię płciową.

## Definicja
Pojęcie transmężczyzna jest używane jako skrót od słów „mężczyzna transseksualny” i „mężczyzna transpłciowy”. Jest to powszechnie określane jako typ kobieta/mężczyzna (K/M) lub ang. female-to-male (FtM lub F2M). Transpłciowy mężczyzna to szeroki termin, który może obejmować każdego, komu przypisano płeć żeńską przy porodzie (ang. assigned female at birth, AFAB), ale kto identyfikuje się jako mężczyzna. Z tego powodu termin ten może być nieprecyzyjny i nie zawsze opisuje poszczególne tożsamości i doświadczenia. Transmęski jest ogólnym, szerszym określeniem dla osób, które były AFAB, ale identyfikują się jako osoby bliższe męskiej stronie spektrum płci.

## Proces tranzycji

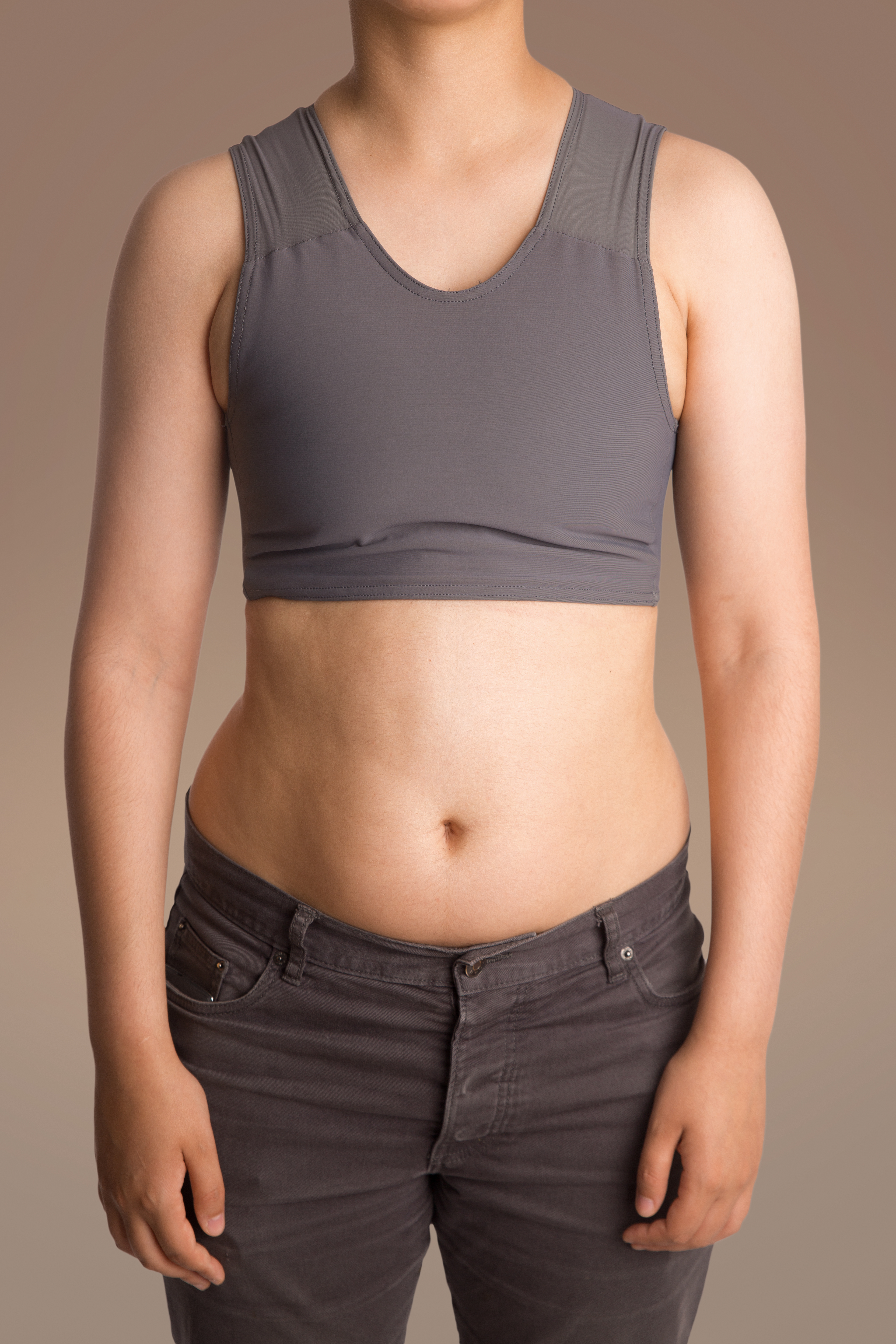
Osoba nosząca spłaszczak, od przodu

Transmężczyźni mogą szukać interwencji medycznych, takich jak hormony i operacje, aby ich ciała były jak najbardziej zgodne z ich płcią. Jednak wielu mężczyzn transpłciowych i transseksualnych nie może lub nie chce poddać się operacji, lub hormonalnej terapii zastępczej. Metaanaliza z 2009 r. daje przesłanki na rzecz tezy, że tranzycja poprawia rokowania i jakość życia osób transseksualnych, z zastrzeżeniem niskiej jakości dostępnych badań. Według siódmego wydania standardów WPATH (2011), do chirurgicznego dostosowania płci kwalifikują się osoby pełnoletnie, z diagnozą dysforii i dwiema dodatkowymi opiniami profesjonalistów opieki zdrowia psychicznego, po 12 miesiącach terapii hormonalnej oraz życia w roli płciowej zgodnej z doświadczaną tożsamością.
Wielu z tych mężczyzn, którzy nie przeszli mastektomii, decyduje się na spłaszczanie piersi. Istnieje kilka różnych metod spłaszczania, w tym zastosowanie biustonoszy sportowych lub specjalnie wykonanego spłaszczaka (ang. binder). Taśmy lub bandaże, choć często przedstawiane w kulturze popularnej, nie powinny być nigdy używane do spłaszczania, ponieważ zaciskają się w trakcie zużycia i ściskają klatkę piersiową, co może prowadzić do urazów.

## Demografia
Dotychczasowe badania nie pozwalają na dokładne określenie, jak często występuje taka niezgodność tożsamości; literatura podawała takie szacunki, jak 12,3 na 100 tys. osób, oraz niższe: 1 na 30 tys. – 200 tys. Badania te opierały się na nielosowych próbach z populacji niewielkich regionów geograficznych, i różniły się kryteriami klasyfikacji uczestników, wymagając np. diagnozy medycznej. Według Conway, w Stanach Zjednoczonych stosunek liczby transmężczyzn do ogólnej populacji jest niejasny, ale szacunki mieszczą się w przedziale od 1:2000 do 1:100 000. Opublikowana w 2015 analiza spisu ludności USA z 2010 r. sugeruje, że w rejestrze dokonano od jego powstania w 1936 około 58 000 zmian imion, które odpowiadały zmianie płci kobiecej na męską (i 135 367 zmian imion pomiędzy płciami w ogóle), chociaż tylko 7500 z tych osób zmieniło również płeć metrykalną.

## Sytuacja społeczna
Transmężczyźni mogą być ofiarami przestępstw seksualnych, włączając w to przypadki gwałtu, czasami z zamiarem zmiany ekspresji płciowej i/lub seksualności transmężczyzn; jest to tzw. gwałt korekcyjny. W artykule opublikowanym w Bangkok Post w 2016 r. jeden z badaczy stwierdził:
„W przeciwieństwie do Republiki Południowej Afryki, gdzie gwałt na tle homofobicznym jest zjawiskiem powszechnym, przy tendencjach wzrostowych, jako że wielu mężczyzn nadal chce przemocą zmusić transseksualistów do porzucenia swojej tożsamości płciowej, w Tajlandii nie ma oficjalnych sondaży ani badań na ten temat. [....] Ostatnio pojawiło się kilka klipów wideo pokazujących gwałt na osobach transpłciowych”.
Ponadto, artykuł opowiadał o dwóch przypadkach gwałtu na transmężczyznach w Tajlandii oraz o twierdzeniu, że „wydaje się, że całkiem sporo osób [w Tajlandii] twierdzi, że słyszało lub wiedziało o takich przypadkach w swoich społecznościach”.